# Santa Cruz de la Mar Pequeña
Santa Cruz de la Mar Pequeña was een Castiliaanse nederzetting die rond 1478 werd gesticht aan de Noord-Afrikaanse Atlantische kust voor de Canarische Eilanden. Het was een versterkte toren die rond 1527 werd verlaten. Op die locatie bevindt zich nu Khenifiss Nationaal Park in Marokko.

## Geschiedenis

### Vroegere vestiging
De Afrikaanse kust - Barbarije genaamd - werd in de 14e eeuw geclaimd door de koningen van Castilië, met het argument dat het voormalige Mauritania Tingitana tot Hispania behoorde. In 1463 schonk Enrique IV het land tussen Kaap Aguer en Kaap Bojador aan Diego García de Herrera, heer van de Canarische Eilanden.
De op de Canarische Eilanden gevestigde kolonisten begonnen periodiek (sinds ongeveer 1467) plunderingen te organiseren in de regio van Mar Pequeña, genaamd " cavalcades ". Deze invallen waren bedoeld om slaven en vee te vangen voor verkoop. Vele van deze werden geleid door Herrera zelf. 
Santa Cruz de la Mar Pequeña werd in 1478 gebouwd door Diego García de Herrera, op korte afstand van de Canarische Eilanden, als een permanente nederzetting aan de kust van het vasteland. Het was een versterkte toren die diende als uitvalsbasis voor plundertochten en als handels- en vissersvestiging. Alonso de Cabrera en Jofre Tenorio, vertrouwde mannen van Herrera, waren zijn twee bewakers. Na de dood van Herrera in 1485 werd de toren verlaten.
Op 29 maart 1496 gaven de katholieke vorsten opdracht aan Alonso Fajardo, gouverneur van Gran Canaria, om een nieuwe toren te bouwen in de Mar Pequeña. Er werden militairen geplaatst en de toren deed dienst als handelspost. Om de handel met de lokale Berberstammen te bevorderen, vroeg Fajardo de koningen om het organiseren van paardrijden in het gebied naast de toren te verbieden. De katholieke vorsten accepteerden het verzoek en gaven verzekeringsbrieven uit die de handel van de Moren met de nederzetting beschermden.
Fajardo werd opgevolgd door Lope Sánchez de Valenzuela als gouverneur van Gran Canaria, die in 1499 erin slaagde de stammen die het koninkrijk Bu-Tata vormden, te onderwerpen.
Castilië erkende in 1509, via de Capitulatie van Cintra, de soevereiniteit van Portugal in de Noord-Afrikaanse gebieden van de Atlantische kust, met uitzondering van Mar Pequeña.
In juli 1517 was er een aanval op de nederzetting door de Berberstammen. De toren werd begin augustus van datzelfde jaar ingenomen en gedeeltelijk in brand gestoken. Dagen later herstelde Hernán Darias de Saavedra, heer van Lanzarote, het fort en bereidde de heropbouw voor.
Met de komst van Carlos I werd de toren overgedragen aan Francisco de Vargas en Luis Zapata, twee hovelingen van de koning die hem op hun beurt doorgaven aan hun zonen, Diego de Vargas en Juan de Chaves.
In 1524 verenigden de lokale stammen zich opnieuw om de toren aan te vallen. Net als de keren ervoor werd er na de inname een expeditie gestuurd om het te herstellen en opnieuw op te bouwen. Een paar maanden later werd de toren opnieuw ingenomen bij een nieuwe aanval van de Berbers. 
Na deze laatste aanval werd de toren niet meer herbouwd en werd de plaats geleidelijk verlaten. De jurisdictie ging terug naar de gouverneurs van Gran Canaria, tot 1527, toen er geen documenten meer over de nederzetting zijn.

### Latere geschiedenis
In 1764 richtte de Brit George Glas een visserijfabriek op in Mar Pequeña. Hij noemde de plaats Port Hillsborough als erkenning voor burggraaf Hillsborough voor de steun die hij voor zijn project kreeg. De Britse nederzetting hield niet lang stand, aangezien Glas datzelfde jaar door de Spaanse autoriteiten werd gearresteerd onder dekking van de Spaanse historische rechten op het grondgebied.
In het Verdrag van Wad-Ras, ondertekend in 1860 tussen de koninkrijken van Spanje en Marokko, kreeg Spanje een gebied toegewezen voor de vestiging van een visserij op de plaats van de oude nederzetting.
Tegen die tijd waren de verwijzingen naar de exacte locatie van de enclave verloren gegaan. Het oude Mar Pequeña, toen Puerto Cansado genoemd, werd geïdentificeerd met Ifni, verder naar het noorden. In 1883 vestigen Marokko en Spanje Ifni als locatie van de oude nederzetting. In het Verdrag van Fez tussen Spanje en Frankrijk in 1912 werd de locatie van Santa Cruz de la Mar Pequeña in Ifni bevestigd. 
Na de onafhankelijkheid van Marokko van Spanje, en specifiek van de Ifni-regio, ging Santa Cruz de la Mar Pequeña van Spaanse handen naar Marokkaanse handen, maakte deel uit van een beschermd natuurpark en verkeerde in een staat van ruïne, met behoud van slechts een paar stenen en de vierkante vorm van de basis van het gebouw. Er zijn momenteel plannen om de toren te herstellen, een initiatief van Marokko en de Canarische Eilanden.

## Overblijfselen van de nederzetting
De ruïnes van Santa Cruz de la Mar Pequeña zijn gelegen in de provincie Tarfaya, in het nationale park Khenifiss, ten zuidwesten van de stad Ajfenir . De overblijfselen van de toren, plaatselijk bekend als "Agouitir", bevinden zich aan de oostelijke oever van de Naila-lagune, een watermassa die zout water ontvangt via een opening naar de oceaan. De Naila-lagune stond in de 15e en 16e eeuw bekend als de Kleine Zee (Spaans: Mar Pequeña). 
In 2011 werd er gewerkt aan het opgraven van de toren, waarbij een vierkante structuur werd ontdekt met een zijde van 8,3 meter. Later bedekte het woestijnzand de resten van de toren weer.